# Szczur nikobarski
Szczur nikobarski (Rattus burrus) – endemiczny gatunek ssaka z podrodziny myszy (Murinae) w obrębie rodziny myszowatych (Muridae), występujący wyłącznie na archipelagu Nikobarów.

## Zasięg występowania
Szczur nikobarski występuje na wyspach Trinket, Mały Nikobar oraz Wielki Nikobar, należącymi do archipelagu Nikobarów, w Indiach.

## Taksonomia
Gatunek po raz pierwszy zgodnie z zasadami nazewnictwa binominalnego opisał w 1902 roku amerykański przyrodnik Gerrit Smith Miller nadając mu nazwę Mus burrus. Holotyp pochodził z wyspy Trinket, z archipelagu Nikiobarów, w Indiach. 
Filogenetyczne umiejscowienie burrus w obrębie rodzaju Rattus jest nieznane, ponieważ gatunek ten nie został uwzględniony w żadnych badaniach genetycznych; może być związany z R. tiomanicus lub R. rattus. Autorzy Illustrated Checklist of the Mammals of the World uznają ten takson za gatunek monotypowy.

### Etymologia
- Rattus: łac. rattus „szczur”[8].
- burrus: łac. burrus „czerwony”[9].

## Morfologia
Długość ciała (bez ogona) 174–215 mm, długość ogona 183–215 mm, długość ucha 24 mm, długość tylnej stopy 36–43 mm; brak szczegółowych danych dotyczących masy ciała. 

## Biologia
Gryzoń ten występuje w tropikalnych lasach deszczowych. Gatunek jest słabo poznany.

## Populacja
Szczur nikobarski jest uznawany za gatunek zagrożony, ze względu na ograniczony zasięg występowania. Szczury te występują w nie więcej niż pięciu miejscach na obszarze mniejszym niż 1500 km². Populacja maleje, zagraża jej utrata siedlisk, szczególnie w związku z rozbudową siedzib ludzkich po zniszczeniach spowodowanych tsunami z 2004 roku. Nie jest chroniony.